# Земляничино
Земляничино — деревня в Великолукском районе Псковской области России. Входит в состав Переслегинской волости.

## География
Расположена на северо-западе района, в 10 км к северо-западу от райцентра Великие Луки и в 4 км к западу от волостного центра Переслегино.

## Население
| 2001 | 2002 | 2010 |
| ---- | ---- | ---- |
| 73   | ↗76  | ↘68  |

Численность населения деревни по состоянию на начало 2001 года составила 73 жителя.